# 設備效率評價
整體設備效率（英語：Overall equipment effectiveness，縮寫：OEE）是一個評量生產設施有效運作的指數。其計算結果是通用的，甚至可以比較不同行業。
整體設備效率也可以作為關鍵績效指標和精益生產的效率指標。
整體設備效率有2個重要指標和5個次要指標。

## 2個重要指標
設備綜合效率（OEE）和設備綜合生產力（Total Effective Equipment Performance，TEEP）有緊密關係，也可以表示實際效率和理想的效率的差異。
- 設備綜合效率（OEE）是指在計劃运行时间内，能以一个制造单元的实际表现与設計能力的比较。
- 設備綜合生產力（TEEP）通常就是指日曆時間（如每天24小时，每年365天）测得的OEE。

## 5個次要指標
除了上述OEE和TEEP ，為了理解二者之間的關係，还有五個基本指標。
- 最大操作時間：代表該設施在一定期間內能實際運轉的時間，若設備本身可完全由廠內使用，則為日曆時間。
- 負荷時間（planned Loading Time）：是 TEEP指標的一部份，是設備預期可運轉的時間，乃是最大操作時間扣除停機時間，停機時間是計畫上的休止時間，如休假、教育訓練、保養等。
- 稼動率（Availability/Uptime）：是 OEE指標的一部份，是設備實際運轉的時間百分比，我們定義稼動時間 等於負荷時間減去停線時間，則稼動率= (稼動時間/負荷時間)*100%，舉例來說假設稼動時間是六小時，負荷時間為十小時，則稼動率=(6/10)*100%=60%。
- 產能效率（Performance）：是 OEE指標的一部份，是實際生產速度和設計生產速度的比例。
- 良率（Quality）：，也称First Pass Yield（FPY），是 OEE指標的一部份，是有效的良品數和實際生產數的比例。

## OEE 與 TEEP的計算
下面提供了實際的例子，說明如何計算整體設備效率（OEE）和設備綜合生產力（TEEP）。計算並不困難，但要注意計算的基礎。此外，這種計算是指單一的生產線，在實際有多個不同的生產線時，計算方式將更為複雜。
日历时间 = 工厂运营时间（plant operation time) + 工厂关闭时间（plant closed）
工厂运营时间（plant operation time) = 負荷時間（planned Loading Time）+ 非负荷时间 （planned unLoading Time）
非负荷时间（planned unLoading Time）包括：
- 预防性维护
- 休息、暂停、（计划内）全厂会议
- 罢工与不可抗外力停机
- 设备替换
- 原型测试与开发测试
- 由于缺少订单的停产

特别需要注意的是，非负荷时间与OEE的计算无关！

### 負荷時間率（Loading Time）
工作時間與實際可運轉的時間的比例。單純表示時間規劃的效率，並扣除停機損失。
停機損失是計畫的設備休止時間，包括：休假、教育訓練、定期保養等。
公式：負荷時間率 = 工作時間 / 實際可運轉時間
【例如】
有間工廠，每週工作5日（24小時），但每周排2小時的保養、2小時的員工教育。一週可用的時間是（7日 × 24小時），因此：
負荷時間率  =［（5日 × 24小時）- 2（保養）- 2（員工教育）］/（7日 × 24小時）= 69%

### 稼動率（Availability）
實際工作時間和計畫工作時間（負荷時間）的百分比。
计划工作時間（負荷時間） = 實際工作時間 + 计划外停線時間。
计划外停線時間包括：
- 失败时间：技术相关的malfunctions,failures,breakdowns
  - 技术或生产组织上的故障
  - 不期望的中断
  - 重新调整
  - 重新校准
- 等待时间
  - 换型（Setup/Change Over）
    - 产品换型
    - 技术准备
    - 质量改变

  - 启动/关闭
    - 加热
    - 停机后启动
    - 检查机器
    - 准备
    - 清理
    - 冷却
    - 校准

  - 其它
    - 材料短缺
    - 劳力短缺

公式：稼動率 = 實際工作時間 /計畫工作時間
【例如】
有間工廠，一天工作8小時(480分)，每天有30分的休息時間，休息時停止生產，並有60分的停線時間。
計畫工作時間  = 480分 - 30分（休息時間）= 450分
實際工作時間  = 450分 - 60分（停線時間）= 390分
稼動率  = 390分 / 450分 = 86.7%

### 產能效率（Performance）
生産設備的設計製造速度和實際製造速度的比率，純粹表示製造的速度，且不考慮品質。
产能损失包括：
- 速度损失
- 小的停顿

公式：產能效率 = 實際產能 / 標準產能
【例如】
有間工廠，一天工作8小時（480分），每天有30分的休息時間，休息時停止生產，並有60分的停線時間。
計畫工作時間  = 480分 - 30分（休息時間）= 450分
工作時間  = 450分 - 60分（停線時間）= 390分
標準生産效率是 40台/小時。
該工廠這個產品的所有生產部門的生產效率是242台。
實際產能 = 242台 /（390分 / 60分）= 37.2 台/小時
產能效率  = 37.2 / 40 = 93.0%

### 良率（Yield）
是數量所有產品中良品數的比率，也相當於純收益。
公式：良率 = 良品数 / 實際生産數
【例如】
某個工廠的所有生產部門，生產某產品的產能是242台，但良品數是230台。
良率 = 230 / 242 = 95.0%

### 整體設備效率（OEE）
整體設備效率是整合稼働率 (Availability)、產能效率 (Performance)、良率 (Quality)的可測量生產效率。整體設備效率可應用於工廠的生產線或獨立的部門。100 ％的整體設備效率幾乎是不可能的， 多數行業的價值目標值設在85%。
公式：OEE = 稼働率 × 產能效率 × 良率
【例如】
某個工廠，稼働率是86.7%、產能效率是93.0%、良率是95.0%：
OEE = 86.7% × 93.0% × 95.0% = 76.6%

### 設備綜合生產力（TEEP）
也称之为设备性能综合有效率。
設備綜合生產力的效率顯示日曆上的時間：365日、24小時的效率。因此TEEP也代表了資產最終的利用情況。
公式：TEEP = 負荷時間率 × OEE
【例如】
某個工廠的OEE是76.67%，但負荷時間是69%：
TEEP = 76.67% × 69% = 52.9%
TEEP 的公式又可表示：TEEP = 負荷時間 × 稼働率 × 產能效率 × 良率

## 外部連結
- Understanding and Calculating OEE
- OEE Resources